# 5667 (année hébraïque)
5667 (hébreu : ה'תרס"ז , abbr. : תרס"ז) est une année hébraïque qui a commencé à la veille au soir du 20 septembre 1906 et s'est finie le 8 septembre 1907. Cette année a compté 354 jours. Ce fut une année simple dans le cycle métonique, avec un seul mois de Adar. Ce fut la quatrième année depuis la dernière année de chemitta.

## Calendrier
Ce calendrier hébraïque de l'année 5667 donne les correspondances avec les dates du calendrier grégorien.
Le premier nombre dans chaque case correspond au jour du mois hébraïque. Les jours en couleurs sont des jours remarquables juifs .
| ◄◄ | 5667 | ►► |

## Naissances
- Abraham Joshua Heschel
- Fred Zinnemann

## Décès
- Henri Moissan
- Yitzchak Blazer

5662 - 5663 - 5664 - 5665 - 5666 - 5667 - 5668 - 5669 - 5670 - 5671 - 5672